# Ван Холлен, Крис
Кристофер «Крис» Ван Холлен-младший (англ. Christopher "Chris" Van Hollen Jr.; род. 10 января 1959, Карачи, Синд) — государственный и политический деятель Соединенных Штатов Америки.

## Ранние годы
Родился 10 января 1959 года в пакистанском городе Карачи в семье американцев. Его отец Кристофер Ван Холлен работал в дипломатическом консульстве США в Карачи. Жена Кристофера, Эдит Элиза родила в Пакистане трёх детей.

## Учёба и карьера
После возвращения в США Крис поступил в Суортмор-колледж, который окончил в 1982 году. В 1985 году он окончил Гарвардский университет, а в 1990 году — Джорджтаунский университет в столице страны Вашингтоне. После получения образования работал юрисконсультом. С 1990 по 1994 год был членом палаты представителей штата Мэриленд, затем с 1994 по 2002 год — членом сената штата Мэриленд.
3 января 2003 года стал членом Палаты представителей США от штата Мэрилэнд, 3 января 2017 года — сенатором от штата Мэриленд, эту должность он занимает в настоящее время. Является членом Демократической партии США.

## Личная жизнь
Женат на Катрин Ван Холлен, трое детей.

## Награды
- Медаль Мхитара Гоша (16 декабря 2021 года, Армения) — по случаю 30-летия установления дипломатических отношений между Республикой Армения и Соединёнными Штатами Америки, за значительный вклад в укрепление и развитие армяно-американских дружественных отношений и защиту общечеловеческих ценностей[7].